# أشهر 100 جبل في اليابان

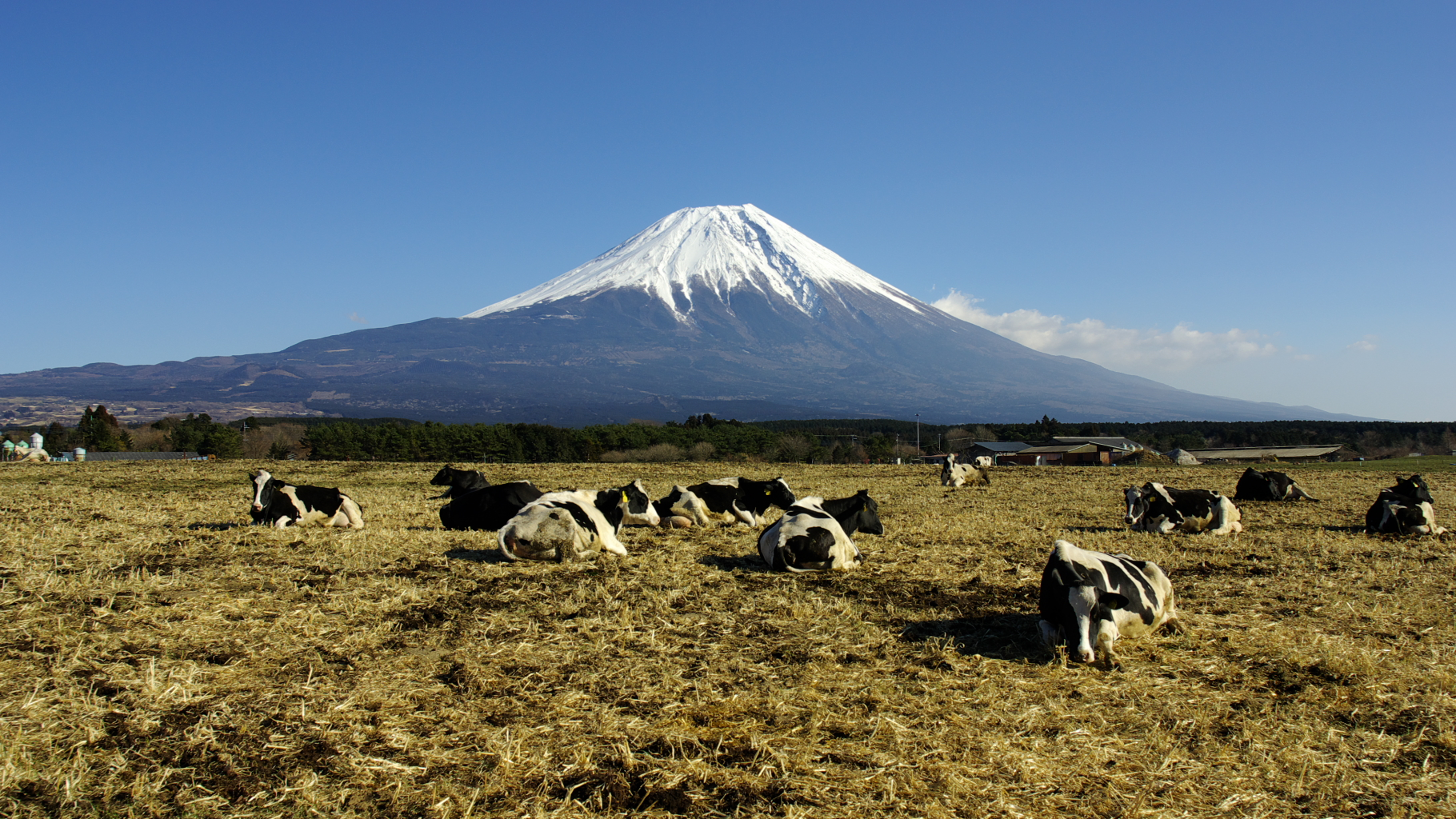

 أشهر 100 جبل في اليابان (日本百名山|Nihon Hyaku-meizan) هي قائمة لقمم جبلية في اليابان مقتطفة من كتاب أُلِّف سنة 1964 من طرف الكاتب Kyūya Fukada، حيث كان أساس التصنيف في هذه القائمة جمال القمة الجبلية، المنظر الطبيعي وكذلك الارتفاع. منذ صدور هذا المألف وتزامناً مع تعميم التجوال في اليابان في عَقْد 1980 أصبح التسلق والصعود إلى هذه القمم يشكل تحديا للعديد من المتجولين.

## تاريخ
يعود تاريخ قائمة الجبال المشهورة في اليابان إلى فترة إيدو ما بين القرنين XVII و XIX (السابع عشر والتاسع عشر). في سنة 1940، قام Kyūya Fukada بكتابة مجموعة من المقالات تحت عنوان Hyaku-meizan. إلا أن الحرب العالمية الثانية كانت السبب في إيقاف نشرالسلسلة بعد عددها العشرين.
في عام 1959، وبعد أن قام بتسلق أكثر من 200 جبل في اليابان، شرع الكاتب في نشر سلسلة أخرى من المقالات تحت عنوان Nihon Hyaku-meizan لحساب المجلة المتخصصة Yama to Kōgen. في سنة 1964، جمع كل مقالاته في مؤلف واحد تداولته وسائل الإعلام كما كان موضوع برنامج تلفزيوني صنع الحدث خلال فترة زمنية قصيرة.
لقد اعتمد كويويا فوكادا في اختياره للجبال على الجانب الجمالي منها وكذا على مدى شهرتها، وقد تقيد بالجبال التي يفوق علوها 1500 م باستثناء قمة تسوكوبا وقد قال في هذا الشأن: «لا بد أن يكون للجبل شخصية، لا بد أن يكون لها تاريخ وشيء يجعلها فريدة من نوعها».
أحدث الكتاب نجاحا أدبيا مذهلا خصوصا بعد أن مكنه في سنة نشره عام 1964 من الحصول على جائزة يوميؤوري للسيرة وكذا كونه مفضلا لدى ولي العهد الأمير ناروهيتو.